# Aden Abdullah Osman Daar
Aden Abdullah Osman Daar, som. Aadan Cabdulle Cismaan Daar, arab. آدم عبد الله عثمان دار (ur. w 1908 w Beledweyne, zm. 8 czerwca 2007 w Nairobi) – polityk somalijski, w latach 1960-1967 był pierwszym prezydentem Somalii.
Od 1944 należał do Ligi Młodzieży Somalii. W latach 1954–1956 i 1958-1969 był przewodniczącym tej partii, a w okresie 1956-1960 – przewodniczącym parlamentu Somali Włoskiego.